# Portatief

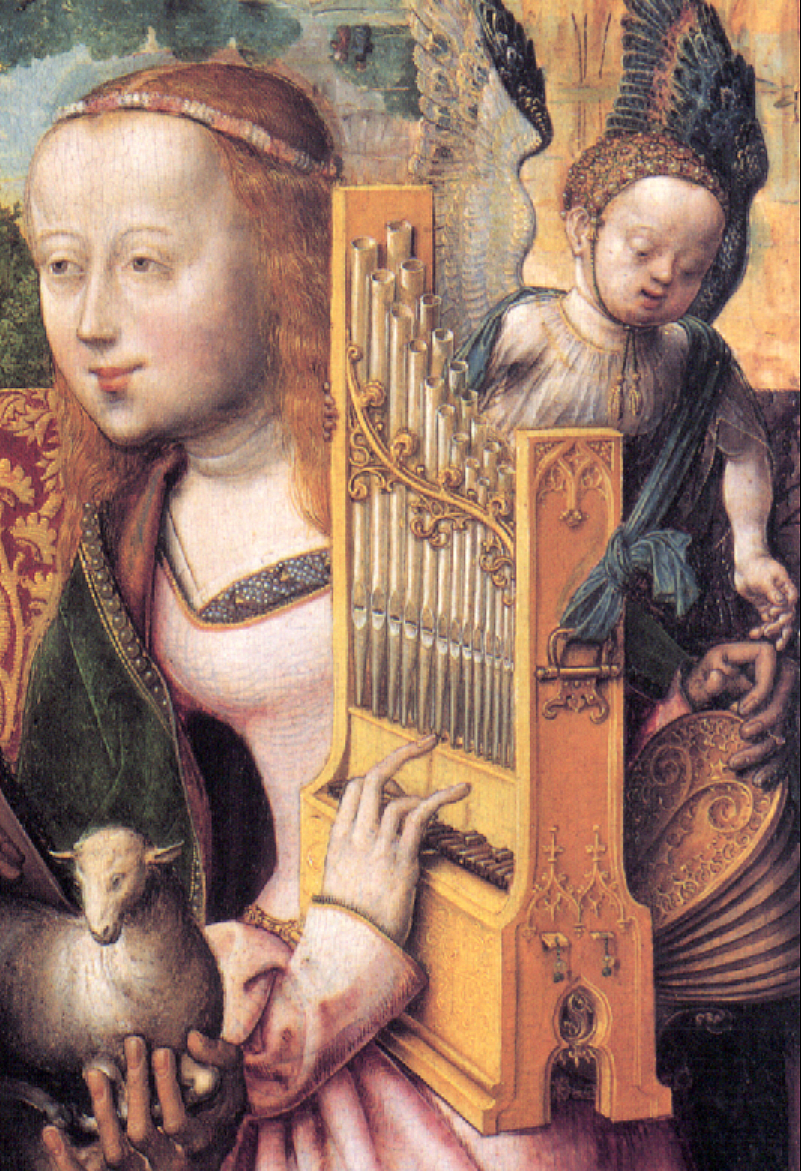
Portatief op een schilderij uit circa 1490-1495

Een portatief (uit het Latijn: portare = 'dragen') is een draagbaar klein pijporgeltje dat voornamelijk in de middeleeuwen en renaissance in vooral wereldlijke muziek werd gebruikt.
Het werd in de 20e eeuw eigenlijk herontdekt en wederom ingezet bij diverse uitvoeringen van werken uit die tijd, waarbij authentieke instrumenten een rol spelen.
Een portatief bestond doorgaans uit een serie fluitpijpen en werd bespeeld door het instrument aan een riem te dragen. Daarbij bediende de speler met 1 hand de blaasbalg, en met de andere de toetsen. Het portatief heeft geen windkast die lucht kan opslaan voor later gebruik, dus geeft alleen geluid als de blaasbalg wordt bediend.
Het instrument is eenvoudig gebouwd, om het zo draagbaar mogelijk te houden. De pijpen zijn op een kleine windkamer gemonteerd die door een of twee blaasbalgjes wordt aangedreven.
Het portatief is kleiner dan een kistorgel, of positief, dat doorgaans meerdere manualen en reeksen pijpen (registers) bevatten. Ook dient het portatief niet verward te worden met een regaal, dat rieten pijpen heeft.
Ongeveer halverwege de 13e eeuw treft men kleine afbeeldingen aan van portatieven met moderne toetslayout. Een voorbeeld van zo'n afbeelding staat in het Spaanse muziekmanuscript Cantigas de Santa Maria, waarin 51 miniaturen zijn weergegeven van instrumentalisten. Op die afbeelding heeft het portatiefje 9 pijpen en 9 toetsen, genoeg voor de diatonische toonladder van C-groot met toegevoegde Bes.

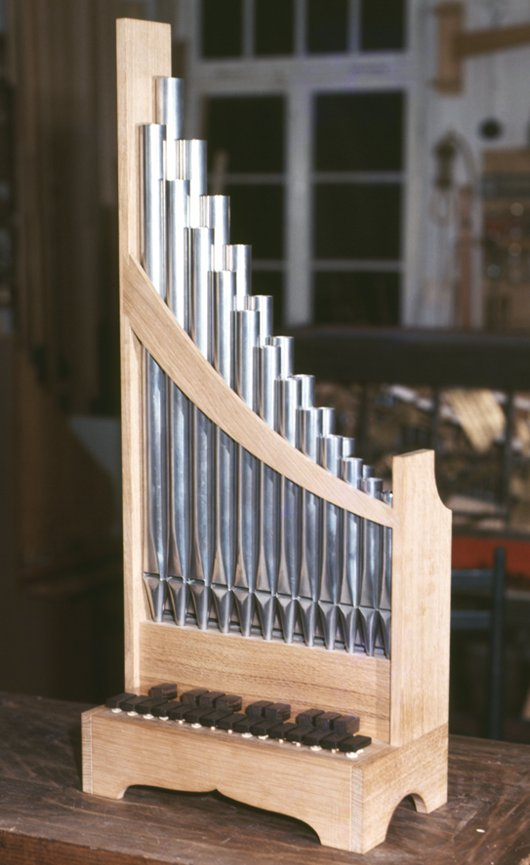